# العمليات الاستراتيجية للجيش الأحمر في الحرب العالمية الثانية

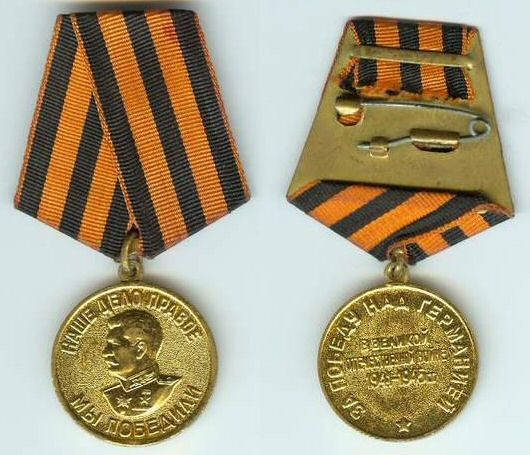

العمليات الاستراتيجية للجيش الأحمر في الحرب العالمية الثانية شهدت أحداثا عسكرية كبيرة على الجبهة الشرقية خلال الحرب العالمية الثانية، وتمت هذه العمليات من خلال جبهة واحدة أو جزء كبير من قواتها وشملت تحركات دفاعية، وهجومية، وانسحاب، وتطويق وحصار، كلها تجري على الاقل على فرعين اثنين من فروع خدمات القوات المسلحة والقوات البرية والقوات الجوية، وغالبا ما شهدت مشاركة القوات البحرية، في معظم الحالات تم تقسيم العمليات الاستراتيجية الكبرى إلى عمليات عسكرية مرحلية وإن ظلت تلك العمليات المرحلية مُدرجة تحت باب العمليات الكبرى من الناحية التنفيذية والعددية للقوات المشاركة، من ناحيتها لم تعتمد تلك العمليات المرحلية سوى على القليل من التحركات التكتيكية مثل تلك التي تتطلب عمليات إنزال برمائي.